# (29611) 1998 RO77
A (29611) 1998 RO77 a Naprendszer kisbolygóövében található aszteroida. A LINEAR projekt keretében fedezték fel 1998. szeptember 14-én.